# Mastophora escomeli
Mastophora escomeli là một loài nhện trong họ Araneidae.
Loài này thuộc chi Mastophora. Mastophora escomeli được Herbert Walter Levi miêu tả năm 2003.